# Ксьонзька поляна
Ксьонзька поляна — заповідне урочище місцевого значення. Об'єкт розташований на території Надвінянського району Івано-Франківської області, Майданське лісництво, квартал 11, виділ 9.
Площа — 9,1000 га, статус отриманий у 1993 році.